# Fairchild C-82 Packet
El Fairchild C-82 Packet (que significa "paquete" en inglés) fue un avión bimotor de doble botalón de transporte de tropas, desarrollado por la compañía estadounidense Fairchild Aircraft a finales de la Segunda Guerra Mundial. Fue usado brevemente por las fuerzas armadas de los Estados Unidos, tanto por el Ejército como por la Armada.

## Diseño y desarrollo
El C-82 Packet fue desarrollado como avión de transporte táctico y de tropas para reemplazar al Douglas C-47 Dakota y al Curtiss C-46 Commando durante la Segunda Guerra Mundial. La ventaja del diseño del C-82 Packet era que se podía abrir el fuselaje en la parte trasera mediante dos puertas, que al cerrarse configuraban aerodinámicamente la forma de huso. Sin embargo, el prototipo desarrollado mostró problemas de potencia motriz que tardaron mucho en subsanarse. Tan solo fueron producidos 223 aparatos de la versión C-82 antes de que el Ejército y la Armada estadounidenses perdieran interés, al entrar en servicio el C-119 Flying Boxcar, que mostraba mejores prestaciones. De esos 223 ejemplares, unos pocos fueron empleados como aviones de carga, unos 15 pasaron a la Armada y el resto sirvió como avión de entrenamiento de paracaidistas. Algunas unidades sirvieron en la Fuerza Aérea del Brasil y algunas otras en Honduras.
El más famoso servicio operacional del C-82 fue el que el aparato libró durante el Bloqueo de Berlín, contribuyendo a llevar alimentos a la población alemana superviviente de la posguerra, cercada por los soviéticos.

## Variantes
XC-82
Prototipo, uno construido.
C-82A Packet
Versión inicial de producción, 220 construidos.
EC-82A
Año 1948, equipado con tren de aterrizaje de cadenas diseñado por Firestone. 13 aviones asignados para ser convertidos desde C-82A, pero solo uno completado.
XC-82B
Año 1947, equipado con motores radiales Pratt & Whitney R-4360 de 2650 hp como precursor de la serie C-119. Uno convertido desde un C-82A.
C-82N
Año 1946, aviones de producción construidos por North American Aviation. Solo se completaron tres, antes de que los restantes 997 fueran cancelados.
Steward-Davis Jet-Packet 1600
Año 1956, conversión civil del Fairchild C-82A con motor turborreactor acelerador Westinghouse J30-W de 7,1 kN (1600 lbf) de empuje en soporte sobre el fuselaje superior. Al menos, tres convertidos.
Steward-Davis Jet-Packet 3200
Conversión de Jet-Packet 1600 con dos motores J30-W en soporte sobre el fuselaje. Uno convertido en 1957.
Jet-Packet 3400
Jet-Packet con motor acelerador Westinghouse J34-WE-34 de 14,5 kN (3250 lbf) o -36 de 15 kN (3400 lbf). Al menos, cuatro convertidos a partir de 1962.
Steward-Davis Jet-Packet II
Programa de reducción de peso del fuselaje para incrementar los pesos de carga y potencia aumentada con motores Pratt & Whitney R-2800CB-16. Aplicado al menos a tres Jet-Packet 1600 o 3400, incluyendo el C-82A Ontos de la TWA.
Steward-Davis Skytruck I
Año 1964, avión C-82A con peso al despegue de 27 215,54 kg (60 000 libras), prestaciones mejoradas y sistema anti hielo de aire caliente, uno convertido. El nombre Skytruck fue supuestamente la inspiración para el Skytruck de Elleston Trevor en la novela El Vuelo del Fénix de 1964.
Steward-Davis Skypallet
Año 1965, rediseño del C-82A con el suelo del fuselaje separado desde el morro hasta la cola para permitir alojar grandes cargas y la instalación de una grúa interna.

## Operadores
Brasil
- Fuerza Aérea Brasileña: el Primeiro Grupo de Transporte de Tropa operó C-82 hasta 1969.
- Serviços Aéreos Cruzeiro do Sul

 Chile
- Línea Aérea Taxpa Ltda.

 Estados Unidos
- Interior Airways
- Trans World Airlines: usado para transportar motores de repuesto.
- Fuerzas Aéreas del Ejército de los Estados Unidos

 Honduras
- Fuerza Aérea Hondureña

 México
- Compañía Mexicana de Aviación (CMA)

## ElC-82en la cultura popular

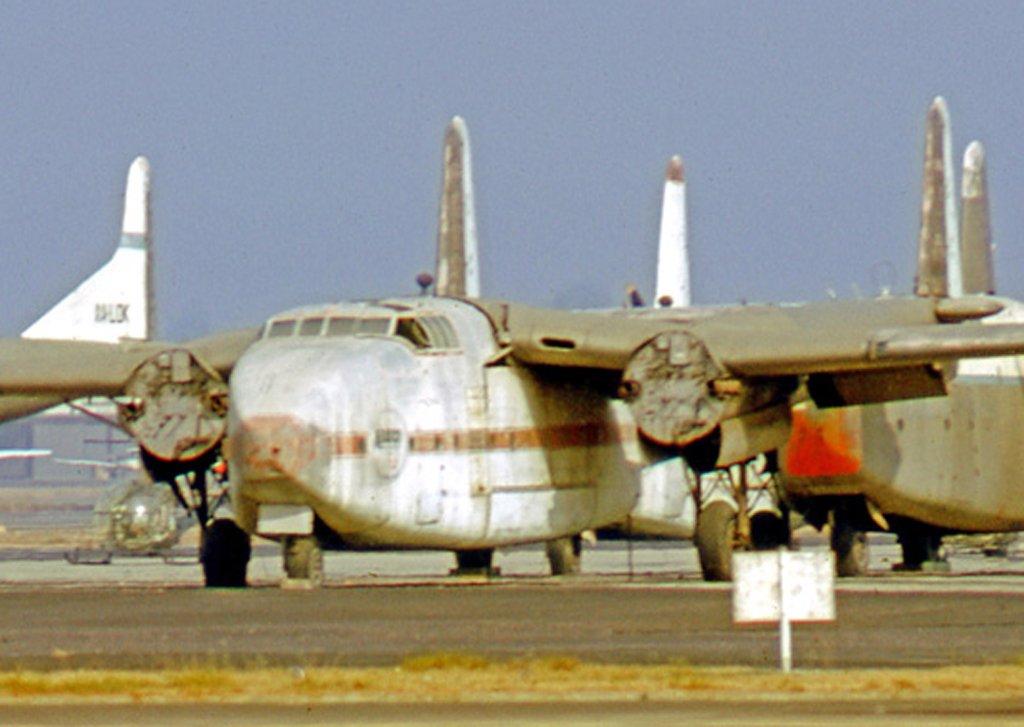
Fairchild C-82A N53228 pintado con los colores de la ficticia Arabco Oil Company para la película El vuelo del Fénix.

En la película El vuelo del Fénix de 1965 , dirigida por Robert Aldrich, un Fairchild C-82 Packet se estrella en el desierto del Sáhara, en Libia. Los supervivientes del accidente se reúnen alrededor de los restos del aparato, intentando sobrevivir con los pocos medios de que disponen (en 2004 se realizó un remake con el mismo título, pero en esta película, el aparato es un Fairchild C-119 Flying Boxcar, un modelo derivado del C-82 Packet).
Cuatro fuselajes de aviones C-82 Packet fueron adquiridos y usados en el rodaje de la película de 1965. Siguiendo el argumento de la misma, que a su vez se basaba en una novela, de uno de esos fuselajes de C-82 se fabricó un avión monomotor reconstruido, que en la ficción de la película era bautizado como el Phoenix (en español, Fénix) por los personajes supervivientes del accidente. Para los requerimientos del rodaje, el aviador Paul Mantz debía pilotar esta aeronave de fortuna con maniquíes sobre las alas, simulando el despegue de los supervivientes, pero antes de que la escena pudiese ser completada, Mantz murió en un vuelo de pruebas, al colapsar la estructura en el momento del aterrizaje. Como el rodaje estaba prácticamente acabado, se recurrió a un North American O-47A para poder obtener el metraje que faltaba y así poder acabar la película.
Las matrículas de los cuatro fuselajes de C-82 utilizados en el rodaje fueron las siguientes:
1. Fairchild C-82A Packet, N6887C (el ejemplar pilotado por Paul Mantz).
2. Fairchild C-82A Packet, N4833V (restos para toma de exteriores).
3. Fairchild C-82A Packet, N53228 (usado para escenas del interior).
4. Fairchild R4Q-1 Flying Boxcar, Bu N.º 126580.

## Supervivientes
Brasil

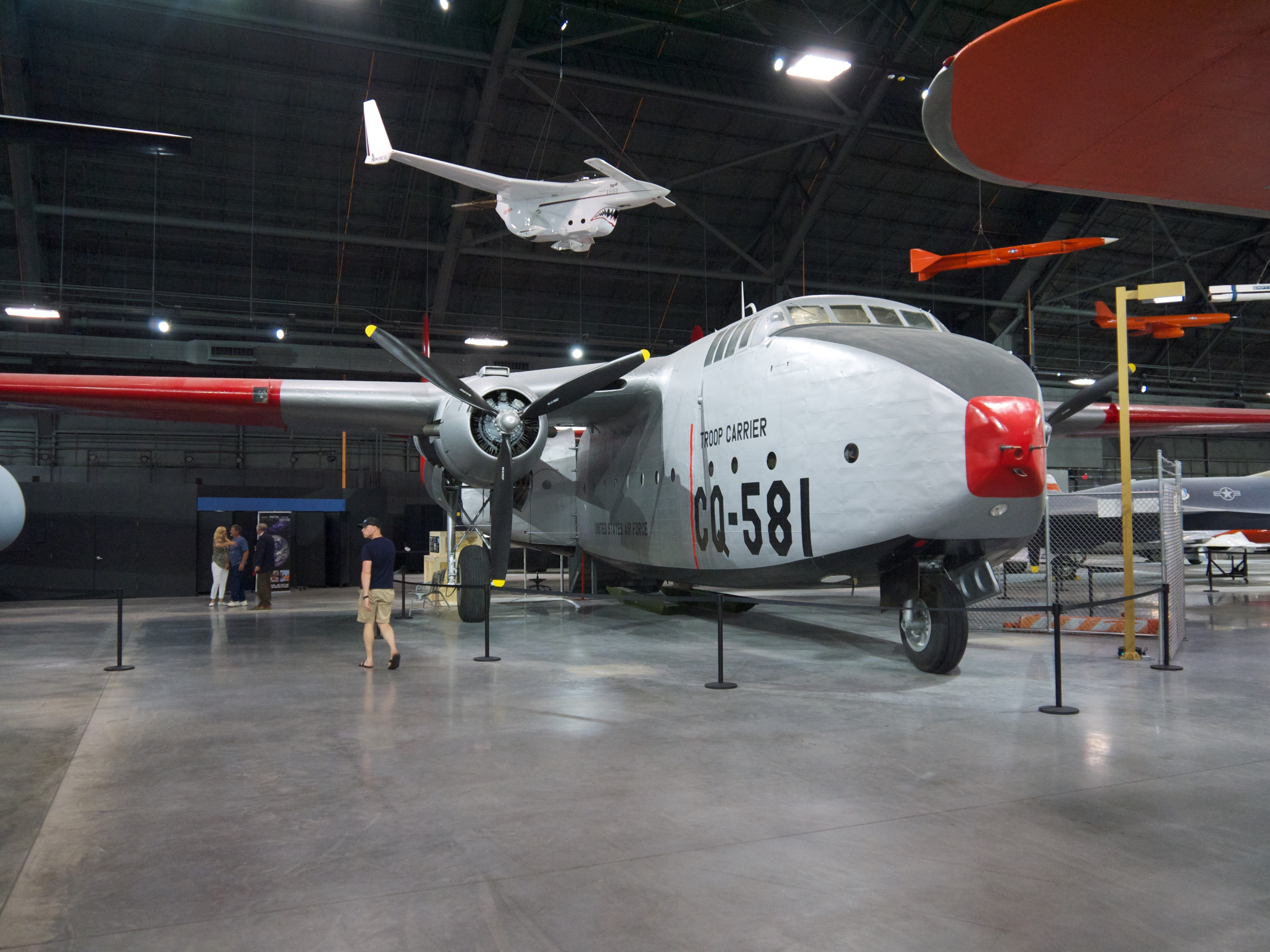
En exhibición en el Museo Nacional de la Fuerza Aérea de Estados Unidos.

- 45-57783: C-82A almacenado en el Aeropuerto Internacional Eduardo Gomes en Manaus. El avión se encuentra en pobres condiciones.[4]
- 48-0585: C-82A almacenado en el Museu Aeroespacial en Campo dos Afonsos en Río de Janeiro. Es un avión ex Fuerza Aérea Brasileña.[5]

Estados Unidos
- 44-22991: solo fuselaje de C-82A almacenado en la Walter Soplata Collection en Newbury (Ohio).[6]
- 44-23006: C-82A en exhibición estática en el Pima Air & Space Museum en Tucson, Arizona.[7]
- 45-57814: C-82A en exhibición estática en el Hagerstown Aviation Museum en Hagerstown (Maryland). El avión fue volado al aeropuerto el 15 de octubre de 2006, realizando el último vuelo en el mundo de un C-82.[8]
- 48-0574: C-82A en exhibición estática en el McChord Air Museum en la Base McChord de la Fuerza Aérea en Tacoma, Washington.[9][10]
- 48-0581: C-82A en exhibición estática en el Museo Nacional de la Fuerza Aérea de Estados Unidos en la Base de la Fuerza Aérea Wright-Patterson cerca de Dayton (Ohio).[11] Este avión fue restaurado extensamente en sus superficies de control de tela en las instalaciones de restauración del Museo, siendo puesto en exhibición de nuevo.

## Especificaciones
Referencia datos: United States Military Aircraft since 1909

### Características generales
- Tripulación: Tres
- Capacidad: 42 militares o 34 camillas[13]
- Longitud: 23,5 m (77,1 ft)
- Envergadura: 32,5 m (106,5 ft)
- Altura: 8 m (26,3 ft)
- Superficie alar: 130,1 m² (1400,4 ft²)
- Peso vacío: 14 773 kg (32 559,7 lb)
- Peso máximo al despegue: 24 545 kg (54 097,2 lb)
- Planta motriz: 2× Motor radial de 18 cilindros en dos filas refrigerado por aire Pratt & Whitney R-2800-85.
  - Potencia: 1567 kW (2160 HP; 2131 CV) cada uno.

### Rendimiento
- Velocidad máxima operativa (Vno): 399 km/h (248 MPH; 215 kt) a 5300 m (17 500 pies)
- Velocidad crucero (Vc): 351 km/h (218 MPH; 190 kt) a 3050 m (10 000 pies)
- Alcance: 6239 km (3369 nmi; 3877 mi)
- Techo de vuelo: 6460 m (21 194 ft)
- Régimen de ascenso: 4,8 m/s (945 ft/min)
- Carga alar: 146 kg/m² (29,9 lb/ft²)
- Potencia/peso: 0,16 kW/kg (0,10 hp/lb)

## Aeronaves relacionadas

### Desarrollos relacionados
- Fairchild C-119 Flying Boxcar
- Fairchild XC-120 Packplane

### Aeronaves similares
- Gotha Go 244
- Fairchild C-123 Provider
- Nord Noratlas
- Armstrong Whitworth AW.660 Argosy

### Secuencias de designación
- Secuencia Numérica (interna de Fairchild): ← 71 - 72 - 77 - 78/78 - 79 - 80 - 81 →
- Secuencia NA-_ (interna de North American): ← NA-132 - NA-133 - NA-134 - NA-135 - NA-136 - NA-137 - NA-138 →
- Secuencia C-_ (Aviones de Carga del USAAC/USAAF/USAF, 1924-1962): ← C-79 - C-80 - C-81 - C-82 - C-83/A - C-84 - C-85 →